# Liste der Naturdenkmale in Zaberfeld
| Naturdenkmale | Anzahl |
| ------------- | ------ |
| FND           | 3      |
| END           | 7      |
| Gesamt        | 10     |

Die Liste der Naturdenkmale in Zaberfeld nennt die verordneten Naturdenkmale (ND) der im baden-württembergischen Landkreis Heilbronn liegenden Gemeinde Zaberfeld. In Zaberfeld gibt es insgesamt zehn als Naturdenkmal geschützte Objekte, davon drei flächenhafte Naturdenkmale (FND) und sieben Einzelgebilde-Naturdenkmale (END).

## Flächenhafte Naturdenkmale (FND)
| Name                     | Bild | Kennung     | Einzelheiten | Position | Fläche Hektar | Datum         |
| ------------------------ | ---- | ----------- | ------------ | -------- | ------------- | ------------- |
| Feuchtgebiet „Ransbach“  | BW   | 81251080001 | Zaberfeld    | ⊙        | 0,5           | 18. Juli 1986 |
| Hohlweg beim Göhrenwald  | BW   | 81251080007 | Zaberfeld    | ⊙        | 0,6           | 18. Juli 1986 |
| 2 Hohlwege im „Hagen“    |      | 81251080002 | Zaberfeld    | ⊙        | 0,5           | 18. Juli 1986 |
| Legende für Naturdenkmal |      |             |              |          |               |               |

## Einzelgebilde (END)
| Name                                       | Bild | Kennung     | Einzelheiten | Position | Fläche Hektar | Datum         |
| ------------------------------------------ | ---- | ----------- | ------------ | -------- | ------------- | ------------- |
| Alte Obstbäume am Gartacher Weg (42 Bäume) |      | 81251080013 | Zaberfeld    | ⊙        | 0,0           | 18. Juli 1986 |
| Alte Obstbäume am Pfaffenweg (48 Bäume)    |      | 81251080012 | Zaberfeld    | ⊙        | 0,0           | 18. Juli 1986 |
| 1 Eiche                                    |      | 81251080011 | Zaberfeld    | ⊙        | 0,0           | 18. Juli 1986 |
| 1 Linde                                    |      | 81251080004 | Zaberfeld    | ⊙        | 0,0           | 18. Juli 1986 |
| 1 Linde                                    | BW   | 81251080014 | Zaberfeld    | ⊙        | 0,0           | 18. Juli 1986 |
| 1 Linde                                    | BW   | 81251080015 | Zaberfeld    | ⊙        | 0,0           | 18. Juli 1986 |
| 1 Speierling                               |      | 81251080008 | Zaberfeld    | ⊙        | 0,0           | 18. Juli 1986 |
| Legende für Naturdenkmal                   |      |             |              |          |               |               |

## Ehemalige Naturdenkmale

### Ehemalige Flächenhafte Naturdenkmale
| Name                            | Bild | Kennung     | Einzelheiten                                          | Position | Fläche Hektar | Datum         |
| ------------------------------- | ---- | ----------- | ----------------------------------------------------- | -------- | ------------- | ------------- |
| Feuchtgebiet beim Michelbachsee | BW   | 81251080010 | Zaberfeld Nicht mehr in der LUBW-Datenbank vorhanden. | ⊙        | 3,1           | 18. Juli 1986 |
| Legende für Naturdenkmal        |      |             |                                                       |          |               |               |

### Ehemalige Einzelgebilde
| Name                                         | Bild | Kennung     | Einzelheiten | Position | Fläche Hektar | Datum         |
| -------------------------------------------- | ---- | ----------- | --- | -------- | ------------- | ------------- |
| 1 Eiche, In Erinnerung an Schlacht von Sedan |      | 81251080006 | Zaberfeld Nicht mehr in der LUBW-Datenbank vorhanden. | ⊙        | 0,0           | 18. Juli 1986 |
| 1 Rotbuche, sog. „Kanzelbuche“               |      | 81251080005 | Zaberfeld Die Kanzelbuche war eine rund 300 Jahre alte Süntelbuche, bevor sie 2001 zusammenbrach. Nicht mehr in der LUBW-Datenbank vorhanden.                   | ⊙        | 0,0           | 18. Juli 1986 |
| 1 Linde                                      | BW   | 81251080003 | Zaberfeld Linde direkt nordöstlich des Zaberfelder Schlosses. Mit Stand 2021 war nur noch der Baumstumpf vorhanden. Nicht mehr in der LUBW-Datenbank vorhanden. | ⊙        | 0,0           | 18. Juli 1986 |
| 1 Linde                                      |      | 81251080016 | Zaberfeld Nicht mehr in der LUBW-Datenbank vorhanden. | ???      | 0,0           | 18. Juli 1986 |
| 1 Linde                                      | BW   | 81251080009 | Zaberfeld Nicht mehr in der LUBW-Datenbank vorhanden. | ⊙        | 0,0           | 18. Juli 1986 |
| Legende für Naturdenkmal                     |      |             | |          |               |               |